# Kirkpatrick
Kirkpatrick – ród szkocki osiadły w 1232 z nadania  Aleksandra II w dobrach Closeburn, w hrabstwie Dumfries and Galloway.